# Юность Бемби
«Юность Бемби» — советский художественный фильм по мотивам сказки Феликса Зальтена «Бемби». Вторая часть дилогии, первая — «Детство Бемби».

## Сюжет
Бемби вырос и превратился в молодого и статного красавца оленя. Он находит свою любовь — олениху Фалину. В поисках волшебного цветка жизни Бемби и Фалина совершают нелёгкое, полное опасностей путешествие в далёкие края.

## В ролях
- Николай Бурляев — Бемби
- Марис Лиепа — отец Бемби
- Галина Беляева — Фалина
- Наталья Бондарчук — Агни, мать Бемби (эпизоды)
- Галина Артёмова — Энна
- Алексей Малыхин — Гобо
- Ольга Кабо — Марена
- Лев Дуров — Савва
- Инна Макарова — Неттла
- Дмитрий Золотухин — зубр
- Айварис Лейманис — Карус
- Гедиминас Таранда — лебедь-отец
- Илзе Лиепа — лебедь-дочь
- Александр Сомов — Роно
- Платон Сакварилидзе — дитя человеческое

## Съёмочная группа
- Авторы сценария: Наталья Бондарчук, Юрий Нагибин, Феликс Зальтен
- Режиссёр-постановщик: Наталья Бондарчук
- Оператор-постановщик: Александр Филатов
- Художник-постановщик: Татьяна Филатова
- Композитор: Борис Петров
- Звукооператор: Владимир Каплан
- Режиссёр: Аркадий Лакосов